# Petchiomyces
Petchiomyces es un género de hongos de la familia Pyronemataceae.